# Aenigmetopia fergusoni
Aenigmetopia fergusoni är en tvåvingeart som beskrevs av Malloch 1930. Aenigmetopia fergusoni ingår i släktet Aenigmetopia och familjen köttflugor. Inga underarter finns listade i Catalogue of Life.